# Клеопатра V
Клеопатра V Трифена (на старогръцки: Κλεοπάτρα, Cleopatra V Tryphaena, * ок. 95 пр.н.е., † ок. 69/68 пр.н.е. или ок. 57 пр.н.е.) е царица на Египет от Птолемеите, съпруга на Птолемей XII Авлет.

## Биография
Тя е вероятно извънбрачна дъщеря на Птолемей IX Сотер II или дъщеря на Птолемей X Александър I. През 79 пр.н.е. Клеопатра се омъжва за Птолемей XII.
По друга теория тя е дъщеря на Птолемей X Александър I и с Птолемей XII Авлет е майка на прочутата Клеопатра VII, вероятно и на Клеопатра VI и Береника IV. Тя управлява заедно с Береника IV и умира след една година.